# Hiperjezgra
Hiperjezgra je atomska jezgra koja sadrži najmanje jedan hiperon i više nukleona. Prvu su otkrili Marian Danysz i Jerzy Pniewski 1952. godine.